# 柳森町 (名古屋市)
柳森町（やなもりちょう）は愛知県名古屋市中川区にある町名。丁番を持たない単独町名である。住居表示未実施。

## 地理
名古屋市中川区の中央部の北側に位置し、東に小本、西に八田町、南に万町、北に中村区烏森町に接する。

## 歴史
愛知郡柳森村を前身とする。

### 沿革
- 1889年10月1日 - 町村制施行に伴い、高須賀村，烏森村，八田村，万町村が合併し、愛知郡柳森村となる[5][6]。
- 1980年9月7日 - 中川区/中村区烏森町と万町の一部が柳森町となる。
- 1980年9月21日 -  中川区/中村区烏森町の一部が柳森町へ編入。

## 世帯数と人口
2019年（平成31年）2月1日現在の世帯数と人口は以下の通りである。
| 町丁   | 世帯数  | 人口  |
| ------ | ------- | ----- |
| 柳森町 | 457世帯 | 871人 |

## 学区
市立小・中学校に通う場合、学校等は以下の通りとなる。また、公立高等学校に通う場合の学区は以下の通りとなる。
| 番・番地等 | 小学校               | 中学校               | 高等学校 |
| ---------- | -------------------- | -------------------- | -------- |
| 全域       | 名古屋市立常磐小学校 | 名古屋市立長良中学校 | 尾張学区 |

## 交通
- 万町停留所（名古屋市営バス栄23系統）

### 道路
- 愛知県道190号名古屋一宮線（八田街道）

## 施設

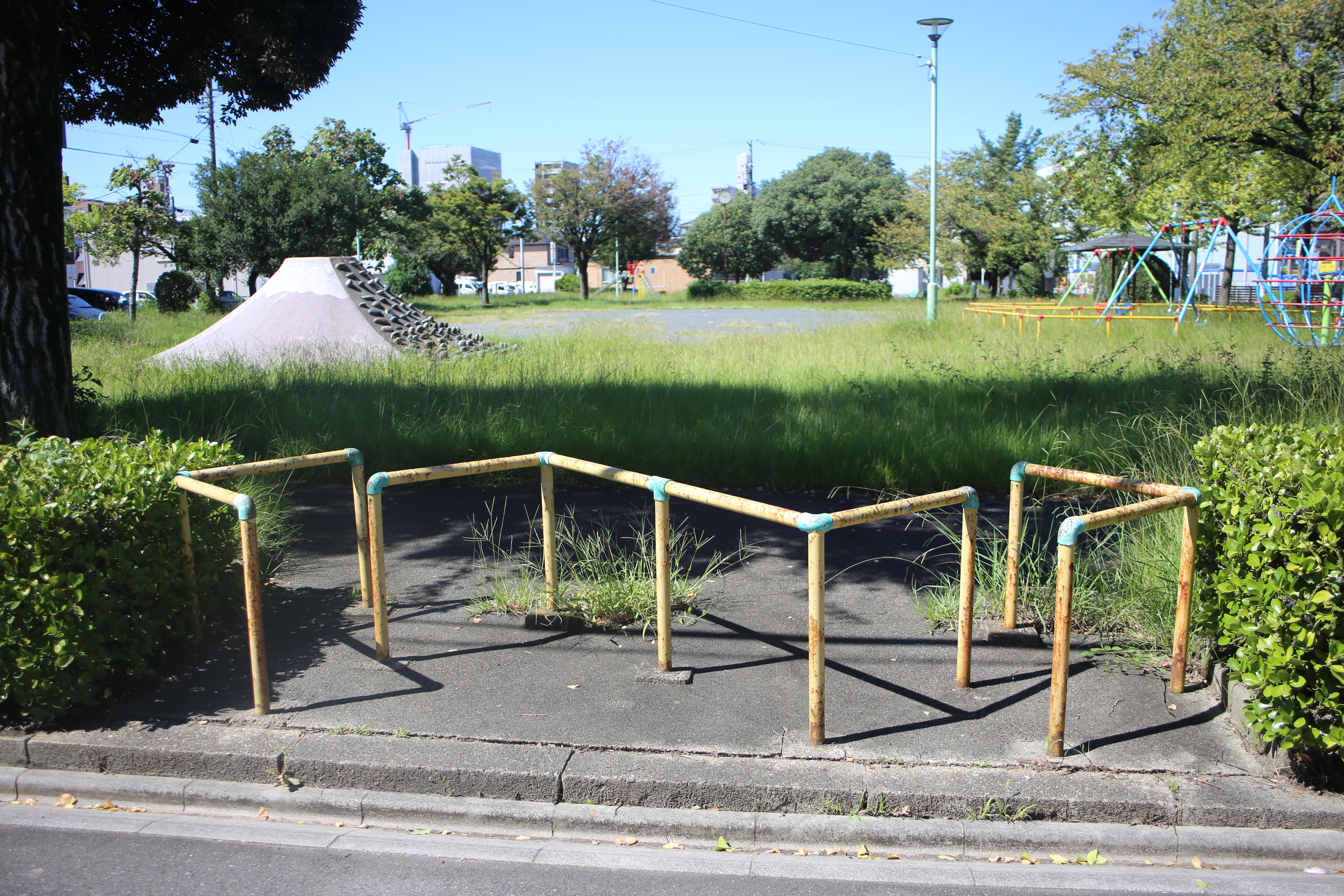
柳森公園
- 角出公園
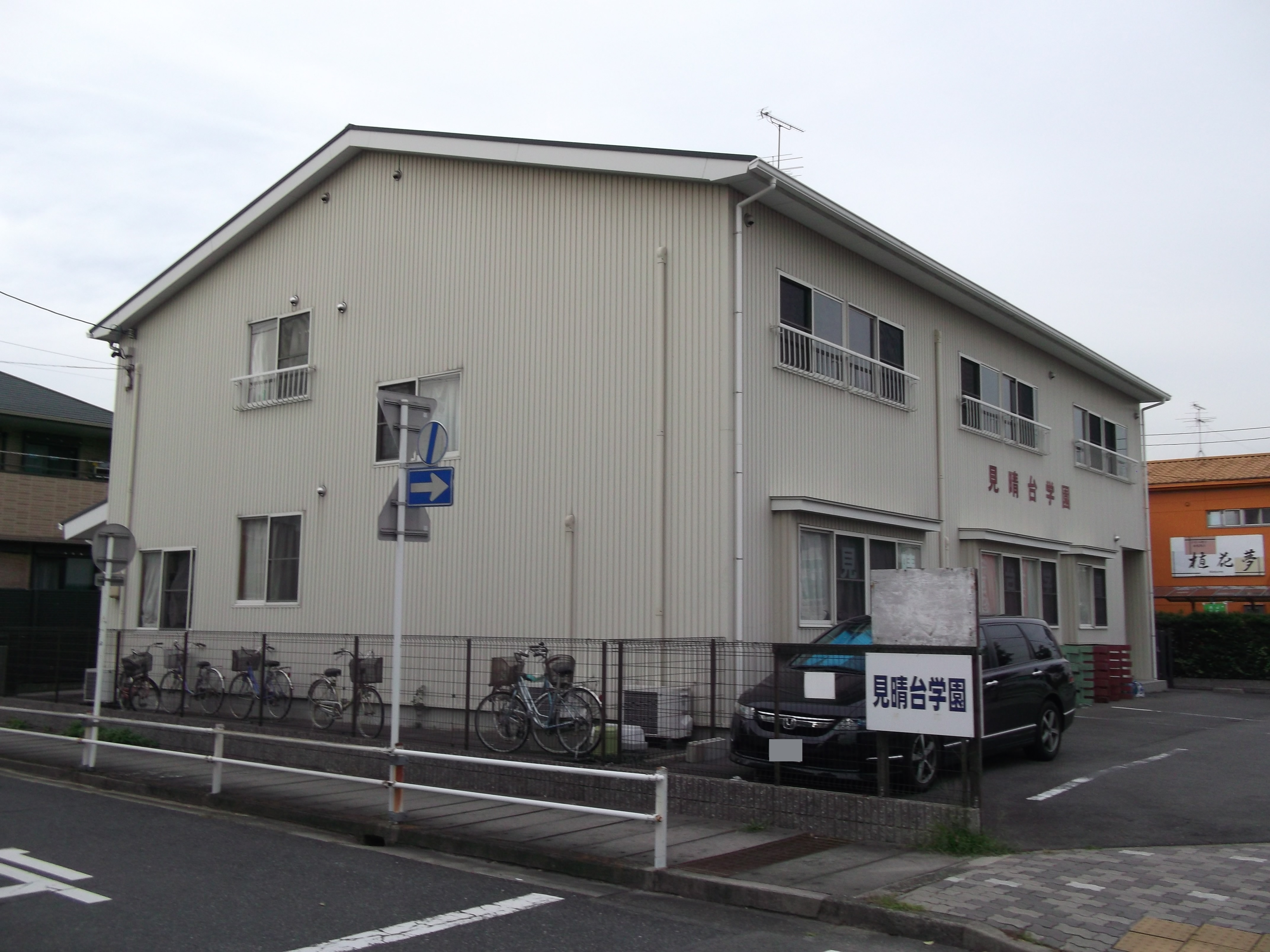
見晴台学園
- 社会福祉法人あさい福祉会 なごみ保育園[10]

- 柳森公園
- 見晴台学園

## その他

### 日本郵便
- 郵便番号 : 454-0871[2]（集配局：中川郵便局[11]）。